# Mohsin Ali
Mohsin Ali (* 19. März 1988) ist ein pakistanischer Hürdenläufer, der sich auf den 110-Meter-Hürdenlauf spezialisiert hat.

## Sportliche Laufbahn
Erste internationale Erfahrungen sammelte Mohsin Ali im Jahr 2009, als er bei den Militärmeisterschaften in Sofia mit 14,85 s in der ersten Runde ausschied. Im Jahr darauf nahm er erstmals an den Südasienspielen in Dhaka teil und siegte dort in 14,56 s. 2011 schied er bei den Asienmeisterschaften in Kōbe mit 14,52 s im Vorlauf aus, wie auch bei den Leichtathletik-Hallenasienmeisterschaften 2012 in Hangzhou mit 8,20 s im 60-Meter-Hürdenlauf. Zwei Jahre später wurde er dann bei den Hallenasienmeisterschaften ebendort im Vorlauf disqualifiziert. 2016 nahm er erneut an den Südasienspielen in Guwahati teil und gewann dort in 14,26 s die Bronzemedaille hinter den Indern Jayakumar Surendhar und Kuppusamy Prem Kumar. 2017 startete er dann bei den Asian Indoor & Martial Arts Games in Aşgabat, verfehlte dort aber mit 8,29 s über 60 m Hürden den Finaleinzug.
In den Jahren 2012 und 2013 wurde Ali pakistanischer Meister im 110-Meter-Hürdenlauf.

## Persönliche Bestzeiten
- 110 m Hürden: 13,74 s, 19. Mai 2012 in Islamabad (pakistanischer Rekord)
  - 60 m Hürden (Halle): 8,20 s, 18. Februar 2012 in Hangzhou